# Moritz Rugendas
Johann Moritz Rugendas, född den 29 mars 1802 i Augsburg, död den 29 maj 1858 i Weilheim an der Teck i Württemberg, var en tysk målare och litograf. Han var son till Johann Lorenz Rugendas.
Rugendas studerade i München för Albrecht Adam och Domenico Quaglio. Han gjorde vidsträckta resor, framför allt i Sydamerika, och utförde bland annat en mängd litografier till praktverket Malerische Reise in Brasilien (1827-35). Han bosatte sig 1847 i München. Sina mestadels geografiska och etnografiska skisser och studier (omkring 3 000) i olja, akvarell och teckning testamenterade han till bayerska staten.

## Fotnoter
1. ↑  Archive of Fine Arts, abART person-ID: 149597, läst: 4 november 2024.[källa från Wikidata]
2. ↑  Moritz Rugendas, RKDartists (på engelska), RKDartists-ID: 68800.[källa från Wikidata]
3. ↑  SNAC, SNAC Ark-ID: w61z5fdf, läs online, läst: 9 oktober 2017.[källa från Wikidata]
4. ↑  Itaú Cultural, Enciclopédia Itaú Cultural, Itaú Cultural, ISBN 978-85-7979-060-7, Enciclopédia Itaú Cultural: pessoa707/johann-moritz-rugendas, läst: 9 oktober 2017.[källa från Wikidata]
5. ↑  Archive of Fine Arts, abART person-ID: 149597, läst: 1 april 2021.[källa från Wikidata]